# Prameny
Prameny (Duits: Sangerberg) is een gemeente in de regio Karlsbad in het westen van Tsjechië. Het dorp ligt op 725 meter hoogte, ongeveer 10 kilometer ten noorden van Mariënbad (Mariánské Lázně).

## Geschiedenis
De eerste vermelding van Prameny stamt uit het jaar 1357. In 1380 kreeg het dorp stadsrechten. Gedurende lange tijd zou de gemeente met zijn bronnen erg geliefd zijn als kuuroord. Na de Tweede Wereldoorlog werd de overwegend Duitse bevolking van het dorp verdreven, en werd er een legerbasis opgericht. Na de opheffing van deze basis begon de herbevolking van het dorp.
Aš · 
Cheb · 
Dolní Žandov · 
Drmoul · 
Františkovy Lázně · 
Hazlov · 
Hranice · 
Krásná · 
Křižovatka · 
Lázně Kynžvart · 
Libá · 
Lipová · 
Luby · 
Mariënbad (Mariánské Lázně) · 
Milhostov · 
Milíkov · 
Mnichov · 
Nebanice · 
Nový Kostel · 
Odrava · 
Okrouhlá · 
Ovesné Kladruby · 
Plesná · 
Podhradí · 
Pomezí nad Ohří · 
Poustka · 
Prameny · 
Skalná · 
Stará Voda · 
Teplá · 
Trstěnice · 
Třebeň · 
Tři Sekery · 
Tuřany · 
Valy · 
Velká Hleďsebe · 
Velký Luh · 
Vlkovice · 
Vojtanov · 
Zádub-Závišín